# Salobro
Salobro é uma localidade de Tanque do Piauí, situada a cerca de 12 km da sede do município.
Nela se realiza o tradicional festejo de Nossa Senhora da Conceição, aonde centenas de fiéis se dirigem e se alojam em barracas, de 29 de novembro a 8 de dezembro, quando uma procissão encerra o evento.